# کوزون قشلاق
کوزون قشلاق (به ترکی آذربایجانی: Kuzunqışlaq) یک منطقه مسکونی در جمهوری آذربایجان است که در شهرستان قوسار واقع شده است. کوزون قشلاق ۱۰۷۹ نفر جمعیت دارد.